# Папская хорватская коллегия святого Иеронима

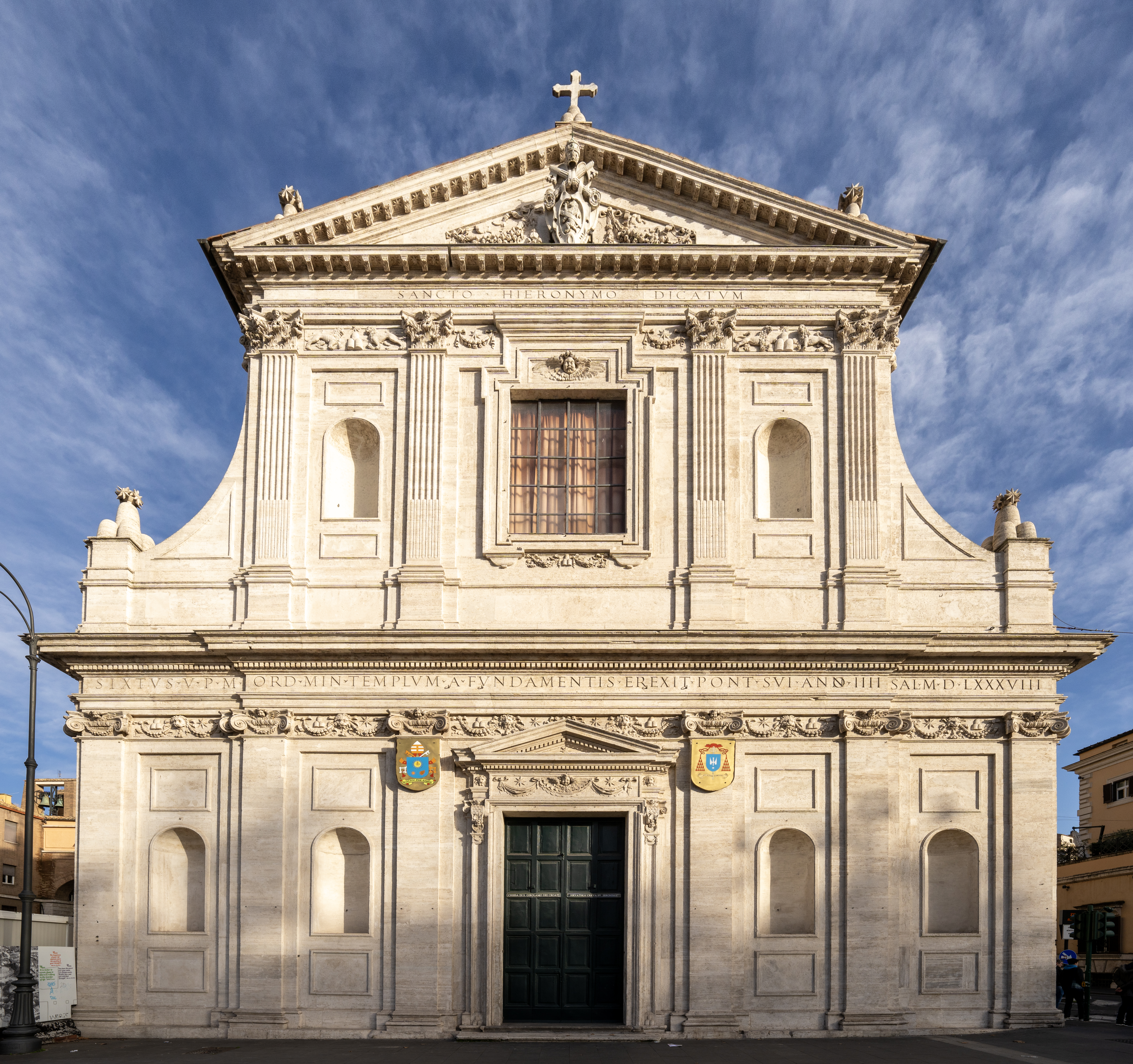
Церковь Сан-Джироламо-деи-Кроати при которой функционирует коллегия святого Иеронима

Папская хорватская коллегия святого Иеронима (хорв. Papinski hrvatski zavod svetog Jeronima, итал. Pontificio Collegio Croato Di San Girolamo a Roma) — католическое учебное заведение в Риме. В коллегии обучаются будущие и действующие священнослужители Католической церкви в Хорватии. Названа в честь святого Иеронима. Располагается при римской церкви Сан-Джироламо-деи-Кроати (San Girolamo dei Croati), которая считается национальной церковью хорватов в Риме. Одна из папских римских коллегий.

## История
В апостольском письме Piis fidelium votis от 21 марта 1453 года Папа Николай V даровал руины церкви святой Марины на левом берегу Тибра неподалёку от мавзолея Августа братству хорватских священников. Братство восстановило церковь, переосвятив её в честь Иеронима Стридонского, а также возвело при ней госпиталь и приют. Церковь стала национальной церковью для хорватов в Риме.
В 1544 году братство получило статус конгрегации, а в 1566 году Папа Пий V включил церковь св. Иеронима в число титулярных церквей. Папа Сикст V установил при церкви капитул. До его роспуска в 1901 году в нём поработало более 120 хорватских священников.
27 февраля 1790 года папа Пий VI основал при капитуле семинарию, но капитулярная семинария работала нерегулярно, короткими периодами с большими перерывами: в 1793—1798, 1863—1871 и в 1884—1901 годах, после чего капитул был распущен.
После ликвидации капитула на базе его семинарии была основана Папская коллегия. Официально её открытие было провозглашено 1 августа 1901 года Папой Львом XIII в апостольском письме Slavorum gentem. Первоначально коллегия носила имя Collegium Hieronymianum pro Croatica Gente («Коллегия Иеронима для хорватского народа»), но после дипломатического вмешательства со стороны Черногории она была переименована в 1902 году в «Иллирийскую коллегию Святого Иеронима». Располагалась коллегия в помещениях бывшего приюта при церкви Сан-Джироламо.
Работа коллегии была прервана с началом первой мировой войны, вновь открыта она была только в 1924 году, когда после подписания Римского договора спала напряжённость в отношениях Италии и Королевства Югославия. В 1938—1939 году были построены новые, более вместительные здания коллегии на месте старых.
22 июля 1971 года папа Павел VI переименовал коллегию и дал ей её нынешнее название. В 1999 году коллегия была в числе ответчиков в процессе против Банка Ватикана по делу о нацистском золоте, вывезенном усташами.